# Annette Paschke-Lehmann
Annette Paschke-Lehmann (* 8. Januar 1958 in Avenwedde) ist eine deutsche Politikerin und ehemalige Landtagsabgeordnete (Bündnis 90/Die Grünen).

## Leben und Beruf
Nach dem Schulbesuch besuchte sie die Fachschule für Sozialpädagogik und war anschließend als Erzieherin tätig. Von 1979 bis 1982 arbeitete sie bei den Bodelschwing'schen Anstalten in Bethel. Von  1999 bis zu ihrer Verrentung war Paschke-Lehmann bei der Stadt Lemgo beschäftigt.

## Abgeordnete
Vom 29. September 1998 bis zum 31. Dezember 1998 war Paschke-Lehmann Mitglied des Landtags des Landes Nordrhein-Westfalen. Sie rückte über die Reserveliste ihrer Partei nach und schied noch im selben Jahr wieder aus. Außerdem war sie im Kreistag des Kreises Lippe vertreten.